# Adolf Erik Nordenskiöld
Adolf Erik Nils Klaus Waldemar Freiherr von Nordenskiöld (Helsinki, 18 novembre 1832 – Dalbyö, 12 agosto 1901) è stato un esploratore svedese.

## Biografia
Fu uno dei maggiori studiosi ed esploratori dell'Artide del XIX secolo. Diresse ben quattro spedizioni all'esplorazione delle isole Svalbard, due verso la Groenlandia, di cui esplorò la costa occidentale nel 1870 e nel 1883, inoltrandosi in quest'ultima occasione fino a 130 km nell'interno. Varie spedizioni effettuò anche sulle coste settentrionali della Siberia e della Russia europea.

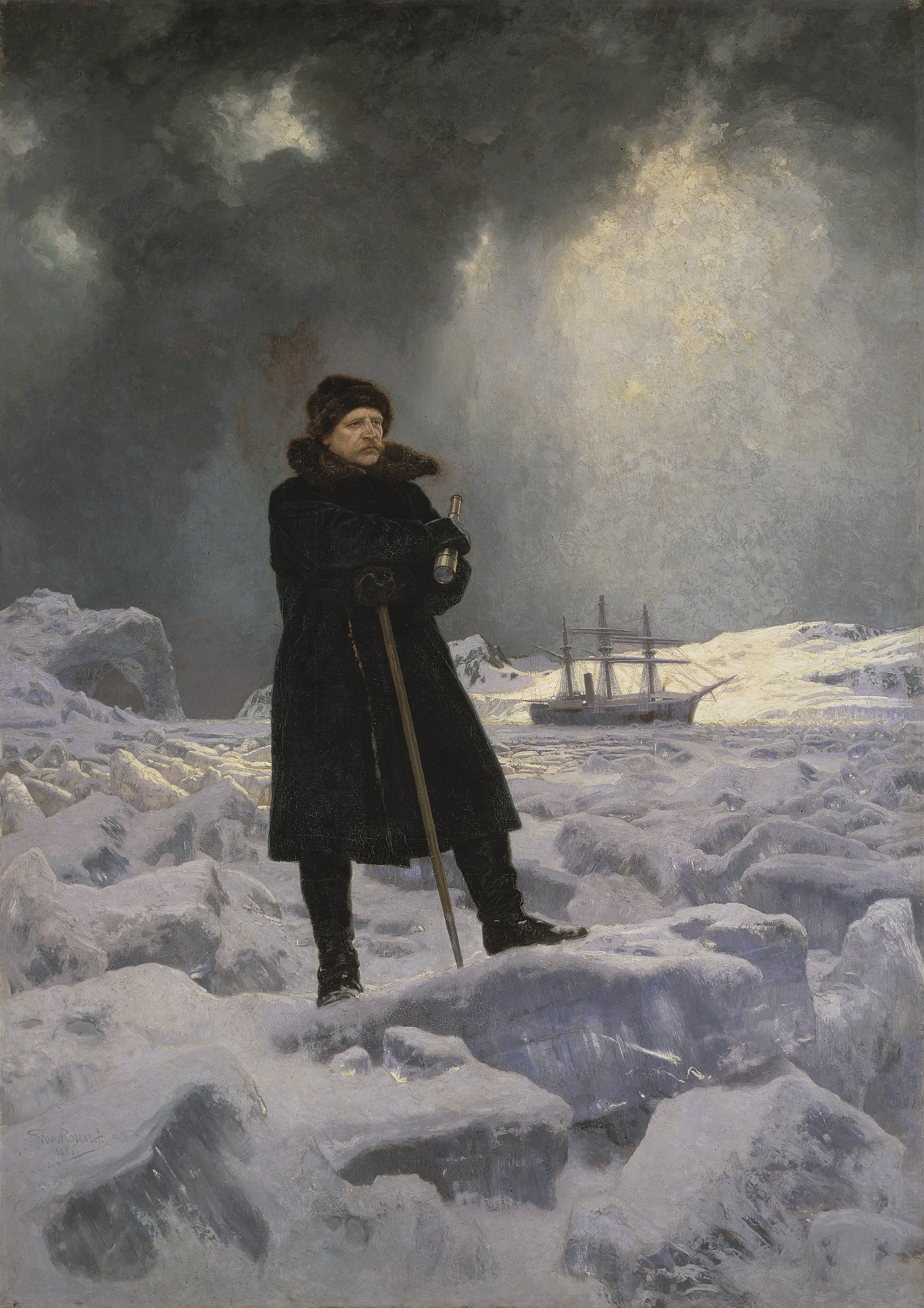
Adolf Erik Nordenskiöld in un dipinto di Georg von Rosen del 1886

La spedizione più importante la compì a bordo della nave Vega negli anni 1878-1879 (spedizione Vega), partendo da Göteborg fino allo stretto di Bering, costeggiando le coste settentrionali dell'intera Eurasia e risolvendo una volta per tutte il problema del passaggio di Nord-Est: precedentemente, nel 1875 e nel 1876, era riuscito a raggiungere solo la foce dello Enisej, costretto a tornare indietro dai ghiacci.
Nella sua lunga e avventurosa attività esplorativa, vanno anche menzionati due tentativi, senza esito, di raggiungere il Polo Nord, sempre a bordo di navi, nel 1868 e nel 1872, partendo dall'arcipelago delle Svalbard.
Era parente del geologo ed esploratore Otto Nordenskjöld.